# Mlomp
Pour les articles homonymes, voir Mlomp (homonymie).
Mlomp est un village du Sénégal, situé en Basse-Casamance à environ 50 km au sud-ouest de Ziguinchor. C'est le chef-lieu de la communauté rurale de Mlomp, dans l'arrondissement de Loudia Ouoloff, le département d'Oussouye et la région de Ziguinchor. La localité est connue pour ses fromagers et ses maisons à étages qui ont été classées par les Monuments historiques en 2003.

## Géographie
À vol d'oiseau, les localités les plus proches de Mlomp sont Kajinol, Jiromeyt, Kagnut, Loudia Ouolof et Oussouye.

### Population
Lors du dernier recensement (2002), Mlomp Djibetene comptait 480 habitants, Mlomp Djicomol 993 et Mlomp Kadjifolomg 843.
La population est majoritairement des animistes (80 %), mais elle comprend aussi des chrétiens (15 %) et des musulmans (5 %).
La langue parlée est une variété dialectale du diola, le diola-kasa, alors que la langue appelée mlomp (ou gulompay), qui fait également partie des langues diola, est, elle, parlée dans la localité homonyme, le Mlomp du département de Bignona.

### Économie
On y vend des vins, du miel, des fruits et légumes, des paniers, des tapisseries et des nattes).

## Infrastructures
Mlomp est doté d'un école primaire, d'une école secondaire, d'un dispensaire et d'une maison de jeunes.

## Galerie

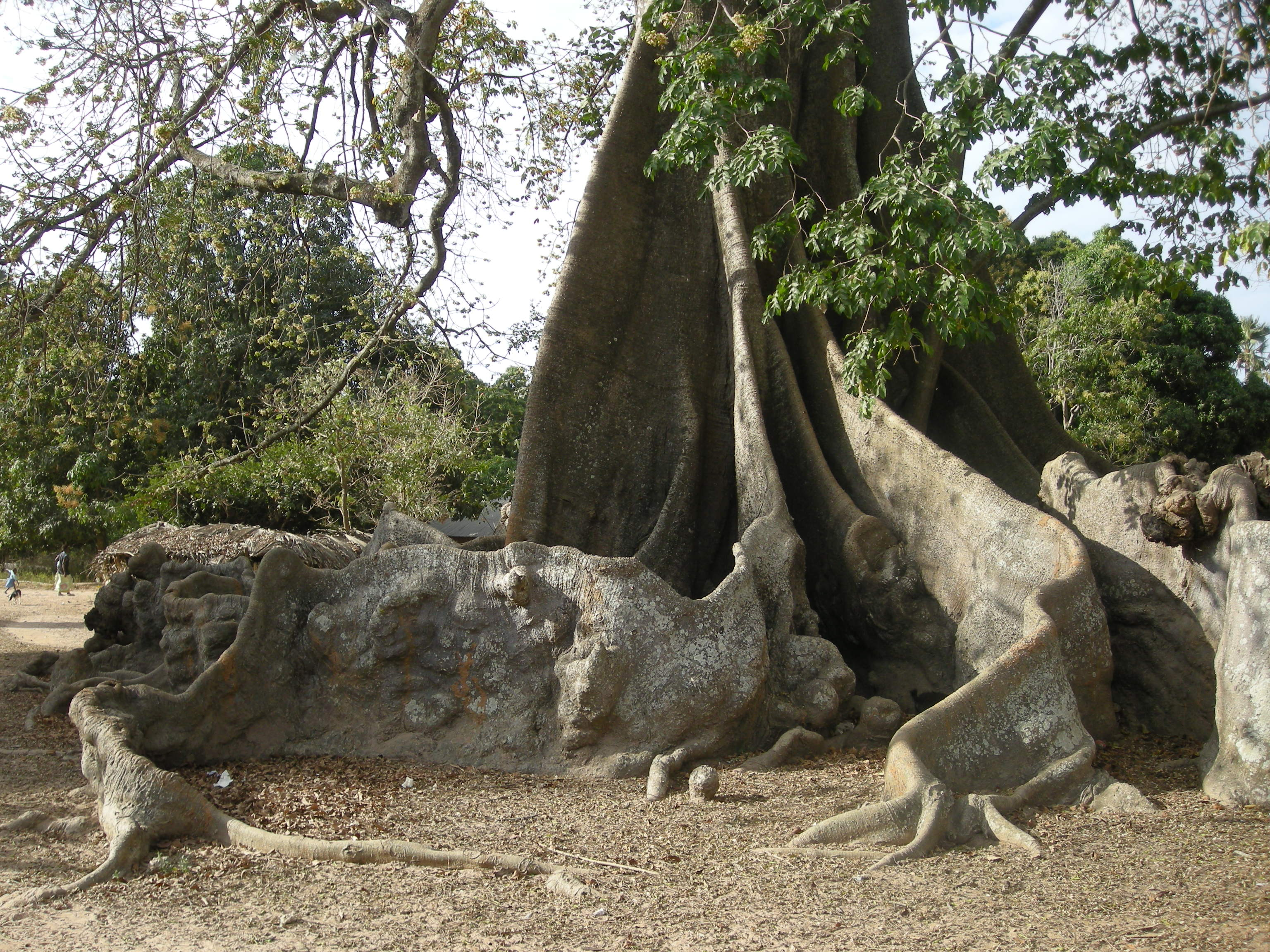
Ailes d'un tronc de fromager
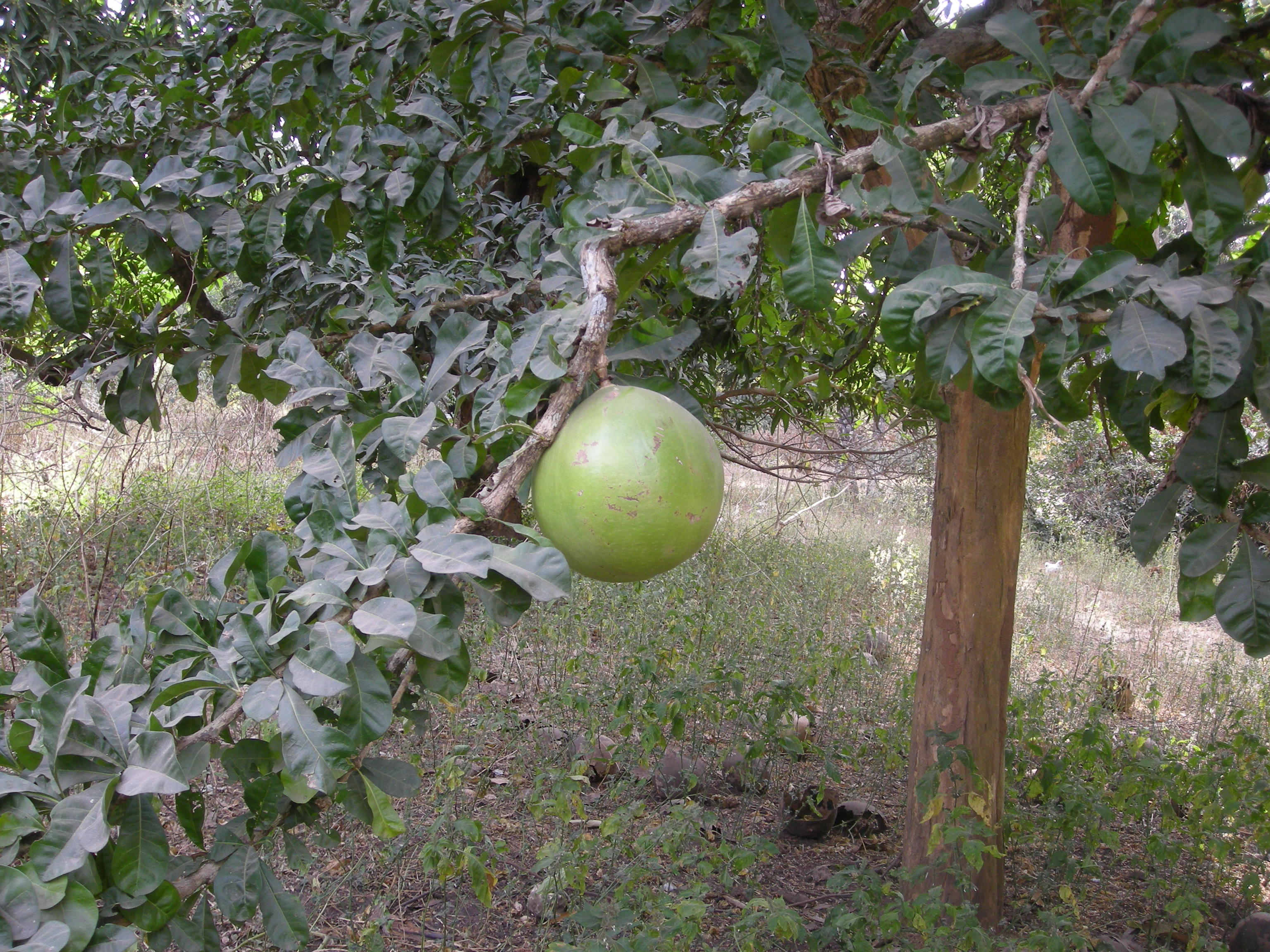
Fruit du calebassier
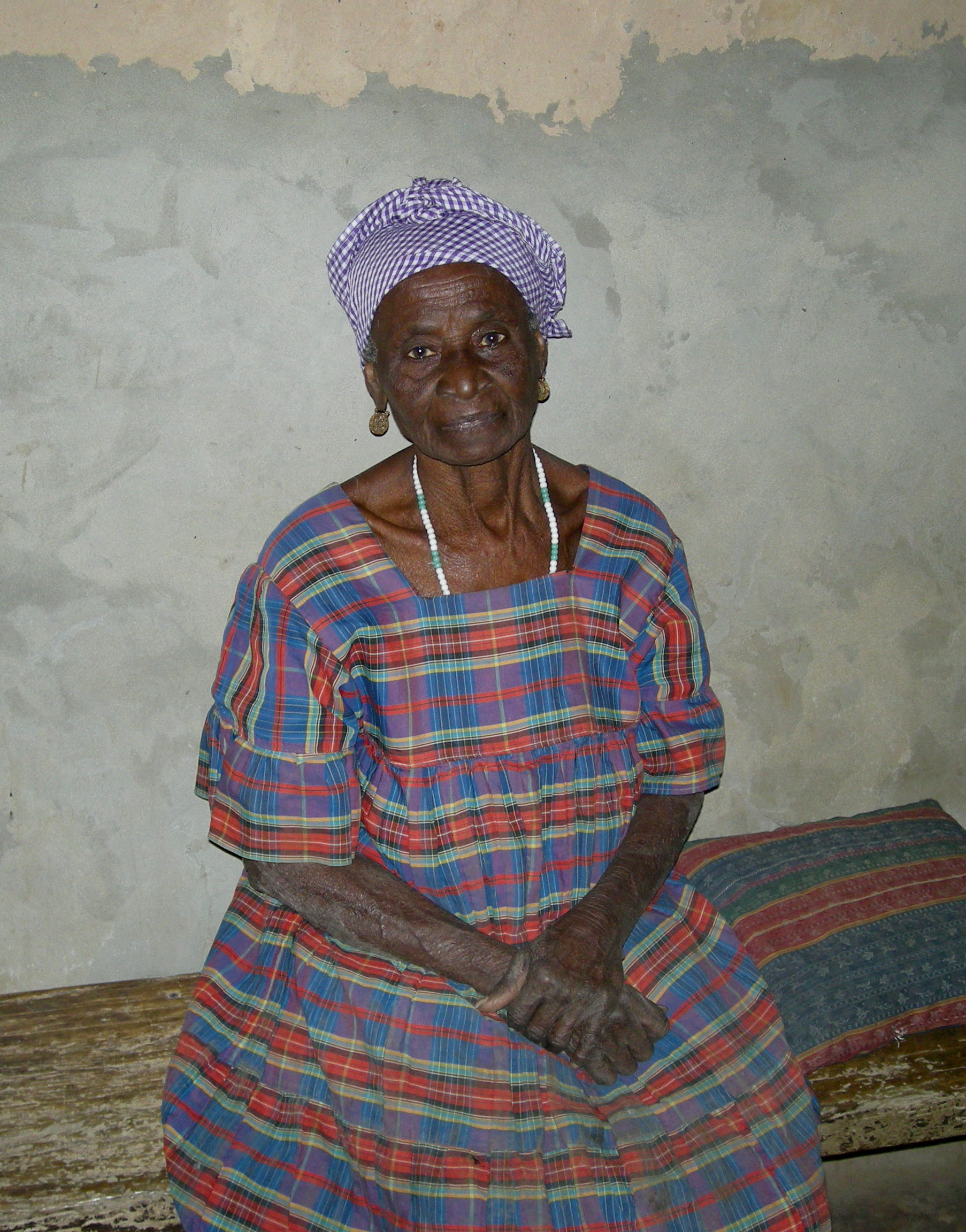
L'une des doyennes de Mlomp
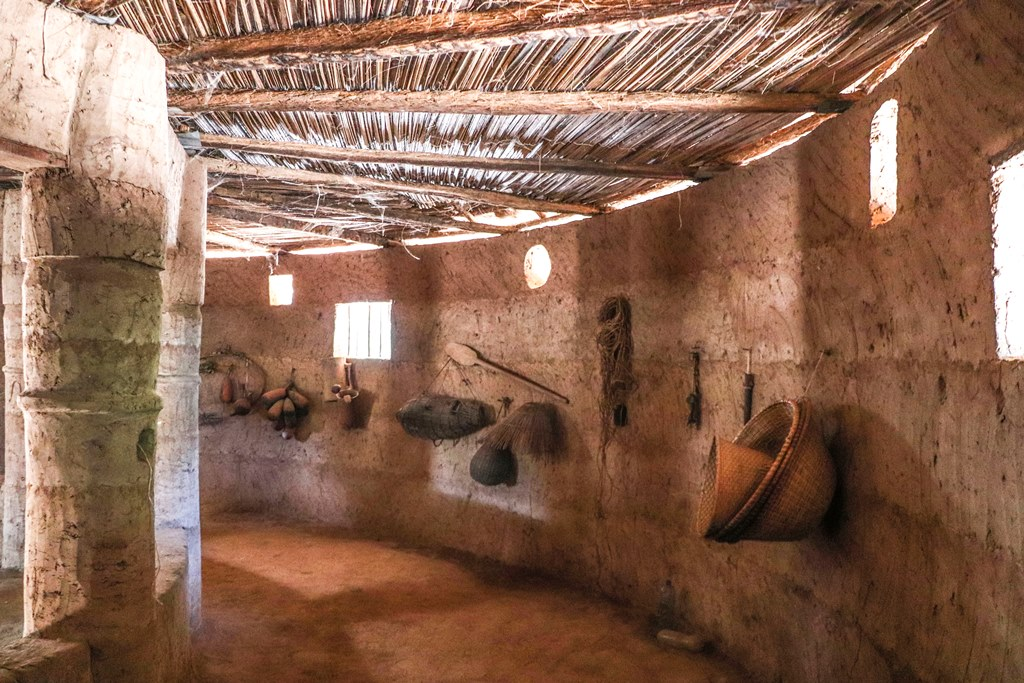
Musée de la culture diola à Mlomp